# Лабом, Антуан д’Отён
Антуан д'Отён (фр. Antoine d'Hostun; 13 сентября 1558 — 1626), барон  де Лабом — французский генерал.

## Биография
Сын Жана IV д'Отёна, сеньора де Лабома, и Клодин де Грамон.
Сеньор де Сен-Назер, Руайян, Сен-Жан-ан-Руайян, барон де Шарн, Сен-Дона, Марже, член Государственного и Тайного советов (2.06.1611), капитан пятидесяти тяжеловооруженных всадников, сенешаль Лиона.
Долгое время участвовал в религиозных войнах, примкнул к Католической лиге, затнм внес значительнвй вклад в подчинение Лиона Генриху IV, на сторону которого перешел после его обращения в католицизм. Кампмаршал (19.09.1595, новый патент на этот же чин получил 26.06.1614).
5 ноября 1612 был номинирован в рыцари орденов короля, 20 февраля 1614 представил господам де Сувре и д'Аленкуру, рыцарям и командорам орденов, доказательства знатного происхождения, возводящие филиацию его предков к 1311 году, но орден Святого Духа не получил.

## Семья
Жена (контракт 22.05.1584): Диана де Гадань, дочь Гийома де Гаданя, сеньора де Вердена и Ботеона, и Жанны де Сюньи
Дети:
- Бальтазар (ум. 1640), маркиз де Лабом. Жена: Франсуаза де Турнон, дочь Жюста-Луи де Турнона, графа де Руссильона, великого сенешаля Оверни, и Мадлен де Ларошфуко
- Эмар, сеньор де Ла-Фортерес и де Ла-Гудюмьер. Жена: Мари- Бланш Дизеран
- Антуан
- Луи
- Гаспарда. Муж (16.01.1609): Антуан III де Клермон, барон де Монтуазон, кампмейстер пехотв, сын Антуана II де Клермона, барона де Монтуазона. Принесла в приданое 70 000 ливров
- Марта. Муж (25.2.1612): Клод де Брон, сеньор де Ла-Льег и де Ла-Ривьер-Бельгард. Принесла в приданое 70 000 ливров
- N. Муж: N, сеньор де Ларошфуша
- Франсуаза, монахиня в Сен-Жюст-де-Роман
- N, монахиня в Сен-Жюст-де-Роман

Бастард от Филиппы де Торталь:
- Сезар, бастард д'Отён де Лабом, сеньор де Сен-Жан. Легитимирован в декабре 1633, аноблирован 28 февраля 1635